# Diego Fabbri
Diego Fabbri (Forlì, 2 luglio 1911 – Riccione, 14 agosto 1980) è stato un drammaturgo, sceneggiatore, saggista e giornalista italiano.

## Biografia
Frequentò l'oratorio di don Giuseppe Prati, conosciuto come don Pippo, che gli trasmise la passione per il teatro. Scrisse le sue prime composizioni, tra il 1931 e il 1935, per il teatro della parrocchia di San Luigi di Forlì.
La sua prima opera, I fiori del dolore (1931), fu dedicata espressamente: «A don Pippo, che per primo mi insegnò come fecondare di dolore le aiuole dei fiori». Nello stesso anno il regime decise la chiusura dei circoli cattolici. La scelta di campo di Fabbri fu netta: non si iscrisse ai Gruppi universitari fascisti (GUF). Nel 1936 si laureò in Economia e commercio all'Università di Bologna affrontando la discussione in camicia bianca, anziché quella nera. Nel 1937 si sposò con Giuliana Facciani (da cui ebbe sette figli), nel 1939 si trasferì a Roma; lavorò nella casa editrice Ave dell'Azione cattolica, nella quale proseguì la sua carriera artistica.
Nella capitale gli impegni furono molti:
- nel 1945 fu cofondatore, insieme a Ugo Betti, Sem Benelli, Massimo Bontempelli ed altri autori teatrali, del Sindacato Nazionale Autori Drammatici (SNAD), con l'intento di salvaguardare il lavoro dei drammaturghi e degli scrittori teatrali;
- fu segretario del Centro cinematografico cattolico, di cui tenne anche la presidenza fino al 1950;
- nel 1952 diventa uno dei due direttori (l'altro è Turi Vasile) di Film Costellazione, la società cinematografica cattolica voluta proprio quell'anno da Giulio Andreotti in seguito ad "uno spunto" del Papa Pio XII e presieduta da Mario Melloni.[2]
- svolse la professione di giornalista: dal 1948 fu condirettore della Fiera letteraria (allora diretta dal poeta Vincenzo Cardarelli), quindi direttore fino al 1967. Diresse inoltre Il dramma (dal 1977);
- collaborò alla sceneggiatura di oltre 40 film, alcuni di grandi registi come Vittorio De Sica, Pietro Germi, Alessandro Blasetti, Roberto Rossellini, Luigi Zampa e Michelangelo Antonioni;
- per la radio e la televisione curò l'adattamento di drammi e romanzi, dando vita a fortunati sceneggiati, diretti da registi famosi, come Sandro Bolchi.

Ma la sua vera vocazione era per il teatro. Nel corso della sua carriera scrisse quasi cinquanta drammi, rappresentati, tra l'altro, in prestigiosi teatri come il Quirino, l'Eliseo ed il Teatro delle Arti e interpretati da grandi attori come Giorgio Albertazzi, Rossella Falk, Enrico Maria Salerno, Tino Buazzelli, Giancarlo Sbragia.
Nel 1946 scrisse Inquisizione, che nel 1950 venne rappresentato con successo a Milano e che l'autore portò alla ribalta anche a Parigi, dove si trasferì nel 1952 per un breve periodo di tempo.
Nel 1955 al Piccolo Teatro di Milano rappresentò Processo a Gesù, considerato uno dei suoi capolavori, per la regia di Orazio Costa, che in seguito dirigerà la messa in scena di altri suoi lavori. Cattolico praticante, espresse grande rammarico quando il suo dramma venne denunciato al Sant'Uffizio per «offesa alla religione e istigazione all'odio sociale».
Nel 1959 sceneggiò, insieme a Indro Montanelli, Roberto Rossellini e Sergio Amidei il lungometraggio Il generale Della Rovere, per il quale ottenne la nomination all'Oscar alla migliore sceneggiatura originale nel 1962. Nel 1960 assunse la gestione e la direzione artistica del Teatro della Cometa di Roma, dove allestì parte dei suoi drammi. Nel maggio 1962 aderì al convegno internazionale "Incontro romano della cultura" su «I Valori ideali del mondo latino nella lotta fra tradizione e modernità», organizzato dal Centro di Vita Italiana, di Nicola Francesco Cimmino e Ernesto De Marzio, al Teatro dei Servi di Roma. Nel 1970 venne eletto presidente dell'Ente Teatrale Italiano.
Morì a Riccione il 14 agosto 1980.
È sepolto nel cimitero monumentale di Forlì.
A Diego Fabbri sono intitolati: il principale teatro di Forlì e il Centro Diego Fabbri, un'istituzione culturale sul teatro e i linguaggi dello spettacolo. Il suo archivio privato è custodito presso la Biblioteca comunale Aurelio Saffi di Forlì.

## Poetica
Nel 1965 pubblicò un articolo in cui enunciò la sua concezione di arte, che era agli antipodi della concezione marxista di "arte politica" e criticava il processo, già in atto, per il quale gli intellettuali erano diventati degli strumenti in mano alle forze politiche:
Fabbri non aveva difficoltà a riconoscere all'arte una valenza sociale, ma non le attribuiva anche una dimensione politica. Egli si ricollegava, infatti, alla tradizione europea dell'interiorità, risalente a Platone, per cui l'uomo è irriducibile al politico:
(Il Tempo, 18 aprile 1959.)

## Opere teatrali
Secondo Gianfranco Morra, la produzione di Fabbri può essere suddivisa in quattro tipologie:
1. Drammi morali: Inquisizione, Rancore, Delirio, Figli d'arte, Ritratto d'ignoto.
2. Drammi religiosi: Processo a Gesù, Veglia d'armi, Il confidente, L'avvenimento.
3. Drammi della coscienza: La libreria del sole, Processo di famiglia, Delirio.
4. Commedie: La bugiarda, Lo scoiattolo, Lascio alle mie donne, Non è per scherzo che ti ho amato.

Elenco completo:
- I fiori del dolore (1931)
- Ritorno (1933)
- Il viandante dagli occhi turchini (1934)
- I loro peccati (1935)
- Il fanciullo sconosciuto (1936)
- Il nodo (1936)
- Miraggi (1937)
- Ricordo (1937)
- Rifiorirà la terra (1937)
- Gli assenti (1938)
- Orbite (1939-40)
- Divertimento (1940)
- Paludi (1940)
- Il prato (1940)
- La libreria del sole (1942)
- Inquisizione (1946)
- Rancore (1948)
- Contemplazione (1949)
- Trio (1949)
- Il seduttore (1951)
- I testimoni (1951)
- Processo di famiglia (1953)
- La bugiarda (1953-54)
- Processo a Gesù (1952-54)
- Veglia d’armi (1956)
- Delirio (1957)
- I demoni (1947-57)
- Figli d'arte (1956)[7]
- Processo Karamazov o la leggenda del Grande Inquisitore (1957-60)
- Ritratto d'ignoto (1961)
- Lo scoiattolo (1961)
- A tavola non si parla d'amore (1962)
- Il confidente (1964)[8]
- La leggenda del ritorno (1966)
- L'avvenimento (1966-67)[9]
- L'avventuriero (1968)
- Lascio alle mie donne (1969)
- Non è per scherzo che ti ho amato (1971)
- Il cedro del Libano (1972)
- Il vizio assurdo (1974, da Lajolo su Pavese)[10]
- Il commedione (1978)
- Incontro al parco delle terme (1978)
- L'hai mai vista in scena? (1978)
- Al Dio ignoto (1980, l'ultima opera, mandata in scena poche settimane prima della morte)

## Sceneggiature
Elenco parziale:

### Per il cinema
- La porta del cielo (1944), di Vittorio De Sica
- Il sole di Montecassino (1945), di Giuseppe Maria Scotese
- Un giorno nella vita (1946), di Alessandro Blasetti
- Daniele Cortis, regia di Mario Soldati (1947)
- Fabiola (1949), di Alessandro Blasetti
- È più facile che un cammello... (1950), di Luigi Zampa
- Peppino e Violetta (1950), di Maurice Cloche
- Clandestino a Trieste (1951), di Guido Salvini
- Verginità (1951), di Leonardo De Mitri
- Processo alla città (1952), di Luigi Zampa
- Il mondo le condanna (1953), di Gianni Franciolini
- I vinti (1953), di Michelangelo Antonioni
- La passeggiata (1953), di Renato Rascel
- Mio figlio Nerone (1956), di Steno
- La diga sul Pacifico (1957), di René Clément
- Totò e Marcellino (1958) di Antonio Musu
- Il generale Della Rovere (1959), di Roberto Rossellini
- Era notte a Roma (1960), di Roberto Rossellini
- Viva l'Italia (1961), di Roberto Rossellini
- Vanina Vanini (1961), di Roberto Rossellini
- Le sette folgori di Assur (1962), di Silvio Amadio
- Esame di guida (1963), di Denys de La Patellière
- La scelta di Davy (1963), di André Michel
- Il magnifico cornuto (1964), di Antonio Pietrangeli
- Marcia nuziale (1965), di Marco Ferreri
- Il viaggio (1974), di Vittorio De Sica
- Da un paese lontano (1981), di Krzysztof Zanussi

### Per la televisione
- Processo a Gesù, regia di Sandro Bolchi (1963)
- Vita di Michelangelo, regia di Silverio Blasi (1964)
- Le inchieste del commissario Maigret, con Romildo Craveri, regia di Mario Landi (1964-1972)
- Inquisizione, regia Ottavio Spadaro (1965)
- Figli d'arte, regia Flaminio Bollini (1967)
- Processo a Gesù, regia di Gianfranco Bettetini (1968)
- I fratelli Karamazov, regia di Sandro Bolchi (1969)
- Il segreto di Luca, regia Ottavio Spadaro (1969)
- Il sospetto, regia di Daniele D'Anza (1972)
- I demoni, regia di Sandro Bolchi (1972)
- Un certo Marconi, regia di Sandro Bolchi (1974)
- Rosso veneziano, regia di Marco Leto (1976)

## Saggi
- Cristo tradito (1949)
- Ambiguità cristiana (1954)

## Onorificenze e riconoscimenti
Nel 1961 Diego Fabbri vinse il Premio Marzotto per il teatro.
Nel 1977 l'Accademia dei Lincei gli conferì il Premio Feltrinelli per il teatro.